# Cultura de São Vicente (Cabo Verde)
A ilha de São Vicente, em Cabo Verde, alberga a segunda maior concentração de população do país. Desenvolveu-se aí uma cultura rica, proveniente da sua população mista, vinda de várias outras ilhas. São Vicente sempre foi também uma ilha aberta ao contacto com o mundo, devido às actividades do Porto Grande do Mindelo, permitindo assim o contacto com realidades culturais de outros países.

## 
Música
A música ocupa uma posição de destaque na cultura de São Vicente. Os géneros mais significativos são a morna e a coladera. De entre os vários músicos cabo-verdianos originários desta ilha, podem-se destacar:
- Cesária Évora, cantora, rainha da morna, também conhecida como "a diva dos pés descalços"
- Luís Morais (1934-2002), compositor, flautista, saxofonista e clarinetista, fundador da "Escola Musical do Mestre Luís Morais"
- Vasco Martins, compositor
- Hermínia da Cruz Fortes, cantora, prima de Cesária Évora.

## Literatura
São Vicente foi também um importante centro do movimento Claridade, no qual vários escritores floresceram, naquele que é considerado o período de génese da literatura cabo-verdiana. Dos escritores e poetas são-vicentinos, os mais conhecidos são:
- Corsino Fortes (1933), escritor
- João Vário (1937-2007), principal pseudónimo de João Manuel Varela, escritor, neurocirurgião, cientista e professor da Universidade de Antuérpia
- Manuel Lopes (1907-2005), escritor, fundador da revista Claridade
- Ovídio Martins (28 de Agosto de 1928), poeta
- Sérgio Frusoni (10 de Agosto de 1901-29 de Maio de 1975), poeta
- Onésimo Silveira (10 de Fevereiro de 1935), poeta, diplomata e activista político
- Mesquitela Lima (10 de Janeiro de 1929 - 14 de Janeiro de 2007), antropólogo, escritor, professor catedrático da Universidade Nova de Lisboa

## Artes
Ainda outras áreas artísticas têm destaque na cultura de São Vicente, como as artes plásticas, principalmente a pintura e o artesanato. Algumas personalidades que se destacaram em vários campos são João Cleofas Martins (27 de Agosto de 1901-1970), fotógrafo e humorista, e Tchalê Figueira (1953), pintor. O teatro também tem ocupado um lugar importante na cultura são-vicentina, sendo o maior festival de teatro cabo-verdiano realizado anualmente no Mindelo—o Mindelact.

## Eventos
As festas de São Silvestre, nas comemorações do Ano Novo, têm reputação nacional, sendo famosas pela iluminação e pela música de recordai (serenatas feitas por grupos de amigos que vão de casa em casa cantando boas novas e recolhendo donativos simbólicos), cuja interpretação de Luís Morais se tornou a mais conhecida. O Carnaval de São Vicente é também muito conhecido, a própria Cesária Évora menciona numa música cantada por ela "São Vicent ê um Brazilim", indicando a semelhança com o carnaval do Brasil.